# Toronto Blizzard
Toronto Blizzard fue un equipo de fútbol ubicado en la ciudad de Toronto (Canadá). El club fue fundado en 1971 como Toronto Metros en la North American Soccer League, y a lo largo de su historia ha tenido distintos nombres y propietarios. Su mayor logro fue un campeonato de liga en 1976 como Toronto Metros-Croatia, con una plantilla liderada por la estrella portuguesa Eusébio.
El equipo cesó su actividad en 1984 cuando la NASL dejó de existir. Dos años después fue refundado y participó en competiciones como la Canadian Soccer League, pero desapareció definitivamente en 1993.

## Historia

### Como equipo de la NASL
En 1971, la ciudad canadiense de Toronto recibió una franquicia de expansión en la North American Soccer League, competición que en esos años inició un fuerte crecimiento. El nuevo club se llamó Toronto Metros, y jugó sus partidos en el Varsity Stadium de la Universidad de Toronto. En sus primeras temporadas el equipo no consiguió grandes resultados, hasta que se fusionó en 1975 con el Toronto Croatia de la Liga Nacional de Canadá para formar el Toronto Metros-Croatia.
Los apoyos al equipo aumentaron gracias al interés de la comunidad croata, uno de los mayores grupos de inmigrantes en esa ciudad, y el fichaje en 1976 del portugués Eusébio, ganador de la Bota de Oro en 1968 y 1973. Con una plantilla formada casi en su totalidad por jugadores yugoslavos de origen croata, como el goleador Ivan Lukačević, Toronto ganó la liga de 1976 tras vencer en la final a Minnesota Kicks por 3:0. Sin embargo, el acuerdo entre Metros y Croatia se rompió y 1978 fue la última temporada del equipo, que contó en sus filas con Manuel Velázquez, ex del Real Madrid.
En 1979 la cadena de televisión Global TV compró la plaza vacante, y formó un nuevo equipo llamado Toronto Blizzard. Con una fuerte campaña mediática liderados por Lukačević y apoyado en jugadores como Jomo Somo, Jimmy Nicholl, Peter Lorimer y José Velásquez, la asistencia al estadio superó los 10 000 espectadores de media. En 1983 Blizzard fue subcampeón de liga, al perder la final frente a Tulsa Roughnecks, y un año después perdió la final de la última edición de la NASL ante Chicago Sting. Toronto fue, junto con Minnesota Strikers, el único equipo interesado en jugar otra temporada de la extinta liga, pero la suspensión del torneo provocó su desaparición.

### Blizzard en otras competiciones
Después del final de la NASL, los propietarios del equipo compraron un club semiprofesional de la Liga Nacional de Canadá, el Dynamo Latino, que renombraron como Toronto Blizzard en 1986. Apoyado por estrellas como Paul Hammond, Randy Ragan y Paul James, el club ganó la liga.
Una temporada después, Toronto fue miembro fundador de la nueva Canadian Soccer League. A diferencia del equipo de la NASL, la plantilla de Toronto estuvo formada en esta ocasión por una mayoría de jugadores canadienses como Carl Fletcher, Paul Peschisolido o Eddy Berdusco. Su mayor logro en esa competición fue un segundo puesto en 1991 tras perder en la final del campeonato contra Vancouver 86ers. Un año después Toronto se marchó a la American Professional Soccer League, donde solo permaneció una temporada hasta su desaparición definitiva en 1993.
En 2001, los propietarios de los derechos de Toronto Blizzard solicitaron una franquicia para la Major League Soccer, que la ciudad recibió en 2005. Sin embargo, el nombre final para el equipo fue Toronto FC, quedando descartada la denominación Blizzard.

## Estadio
El estadio donde Toronto Blizzard jugó sus partidos como local fue Varsity Stadium, con capacidad para 22.000 espectadores y césped natural. El terreno de juego también fue utilizado por los equipos deportivos de la Universidad de Toronto, con quien compartía campo.
Durante toda su historia, Toronto tuvo muchas dificultades para llenar las gradas. Su mayor asistencia media al campo fue de 12.000 personas cuando la franquicia comenzó su actividad como Blizzard. La instalación que el equipo utilizó fue demolida en 2002, para ser reconstruida en 2007.

## Jugadores

### Jugadores destacados
| - Eusébio - José Velásquez Castillo - Roberto Bettega - Francesco Morini - Manuel Velázquez - Luis Manuel Blanco - Roberto Vieri - Warren Archibald - Robert Iarusci - Gerry Gray - Brian Budd - Peter Roe - Njego Pesa - Victor Kodelja - Jimmy Douglas - Pasquale de Luca | - Marino Perani - Paolo Barison - Ray Treacy - Graham Leggat - Randy Ragan - Jan Möller - Paul John James - Sam Lenarduzzi - Jack Brand - Clyde Best - John Schepers - Jeno Strenicer - Željko Bilecki - Tony Chursky - Robin Megraw - Jim McLoughlin - Jim McAlister |

## Entrenadores
- Graham Leggat (1971-1972)
- Domagoj Kapetanović (1976)
- Domagoj Kapetanović (1978)
- Keith Eddy (1979-1981)
- Bob Houghton (1982-1984)

## Palmarés
- North American Soccer League: 1 (1976, como Toronto Metros-Croatia)
- Liga Nacional de Canadá: 1 (1986)